# Текла (ћерка цара Теофила)
Текла ( {{Јез-грч|Θέκλα}; око 831 – око 870), латинизована као Текла, била је принцеза из династије Аморијаца Византијског царства . Ћерка и најстарије дете византијског цара Теофила и царице Теодоре, проглашена је за Augusta крајем 830-их. Након Теофилове смрти 842. године и када је њена мајка постала намесница Теклиног млађег брата цара Михаила III, Текла је била повезана са режимом као царица - савладарка.
Теклу је свргнуо цар Михаило III, заједно са њеном мајком 856. године или нешто раније и послата је у манастир у Гастрији. Нешто касније, наводно се вратила царским пословима и постала љубавница пријатеља и савладара цара Михаила III, Василија I. Након што је цар Василије I убио цара Михаила III и преузео власт као једини император за себе, Текла је занемарена као његова љубавница и уместо тога је узела другог љубавника, Јована Нитокометеса. Када је цар Василије I сазнао за аферу, Текла је пала у немилост, претучена и њена имовина је конфискована. Умрла је убрзо након тога.

## Живот
Текла је рођена око 831.  као најстарије дете византијског цара Теофила и царице Теодоре .  Име је добила по Теофиловој мајци, царици Текли .  Текла је имала шесторо млађих браће и сестара; четири сестре Ана, Анастасија, Пулхерија и Марија и два брата Константин и Михаило .  Константин, кога је отац убрзо по рођењу прогласио за цара - савладара,  се удавио у цистерни палате у доби од две године.  Цар Теофило се веома поносио својим кћерима.  830-их година, најстарије сестре Текла, Ана и Анастасија су проглашене Augustae, догађај обележен издавањем необичног комплета новчића на којем су били приказани цар Теофил, царица Теодора и царица Текла на једној страни и царица Ана и царица Анастасија на другој.   Иако је цар Теофил био непоколебљиви иконоборац, и због тога се противио поштовању икона, царицу Теклу су научиле да их тајно поштује њена мајка и Теофилова маћеха царица Ефросинија .  Непосредно пре своје смрти, цар Теофил је радио на веридби царице Текле за краља Луја II, наследника Каролиншког царства, договорио да уједини два царства против претње са којом се суочавају континуиране арапске инвазије. Такав брак би такође био користан за оца Луја II, цара Лотара I, који је био у грађанском рату против своје браће. Због Лотаровог пораза у бици код Фонтеноја 841. и Теофилове смрти 842. брак се никада није догодио. 
Након Теофилове смрти 20. јануара 842.  царица Теодора је постала намесница Теклиног младог брата цара Михаила III . У практичном смислу, царица Теодора је владала сама по себи и савремени научници је често признају као царицу која влада .  На кованицама издатим прве године Теодорине владавине приказана је сама царица Теодора на аверсу и цар Михаило III заједно са царицом Теклом на реверсу. Једина од њих троје која је носила титулу је царица Теодора (као Теодора despoina ).  С обзиром на то да Текла уопште није само приказана на новчићима, већ и као већа од цара Михаила III, они указују на њену повезаност са царском влашћу  као царице - савладарке.   Царски печат, такође из ране Теодорине владавине, титулише не само цара Михаила III већ и царицу Теодору и царицуТеклу као „Цареве Римљана“.  Ово може да сугерише да је царица Теодора своју ћерку, баш као и свог сина, посматрала као потенцијалног будућег наследника. 
Дана 15. марта 856. године, Теодорина владавина је званично окончана када је цар Михаило III проглашен јединим царем.  857.  или 858.  Царица Теодора је протерана из царске палате и затворена у манастир у Гастрији .   Текла и друге сестре су или протеране и смештене у исти манастир у исто време,  или су већ биле тамо неко време.  Царица Теодора је можда пуштена из манастира око 863.  Према предању Симеона Логотета, царица Текла је такође ослобођена и коришћена од стране цара Михаила III да покуша да направи политичке аранжмане. Он наводи да је цар Михаило III око 865. године удао своју дугогодишњу љубавницу Евдокију Ингерину за свог пријатеља и савладара цара Василија I, како би прикрио њихов наставак везе.  Неки верују да је цар Михајло III то учинио након што је оплодио Еудокију, како би осигурао да ће дете бити рођено законито. Међутим, Симеонова неутралност је спорна, а други савремени извори не говоре о овој завери, што је навело неколико истакнутих византиста, попут Острогорског и Адонца да одбаце овај наратив. 
Према Симеону, Михаило је такође понудио Теклу Василију као љубавницу,  можда да би скренуо пажњу са Евдокије , план на који је Текла наводно пристала.  Тако је Текла, према Симеоновом наративу, почетком 866. године и стара око 35 година, постала Василијева љубавница.  Можда јој је сметало што је тако дуго била неудата, можда је Базилов импозантан физички стас био импресиван, или је можда постала његова љубавница због политичке добити. Симеон даље пише да је након што је Василије убио Михаила III и преузео власт за себе, Текла постала занемарена и узела другог љубавника, Јована Неатокомета. Када је Василије сазнао за ту аферу, дао је пребити Јована и послати га у манастир. Текла је тада такође претучена и њено значајно богатство је заплењено.  Након тога нестаје из писаних записа. 